# 春盛

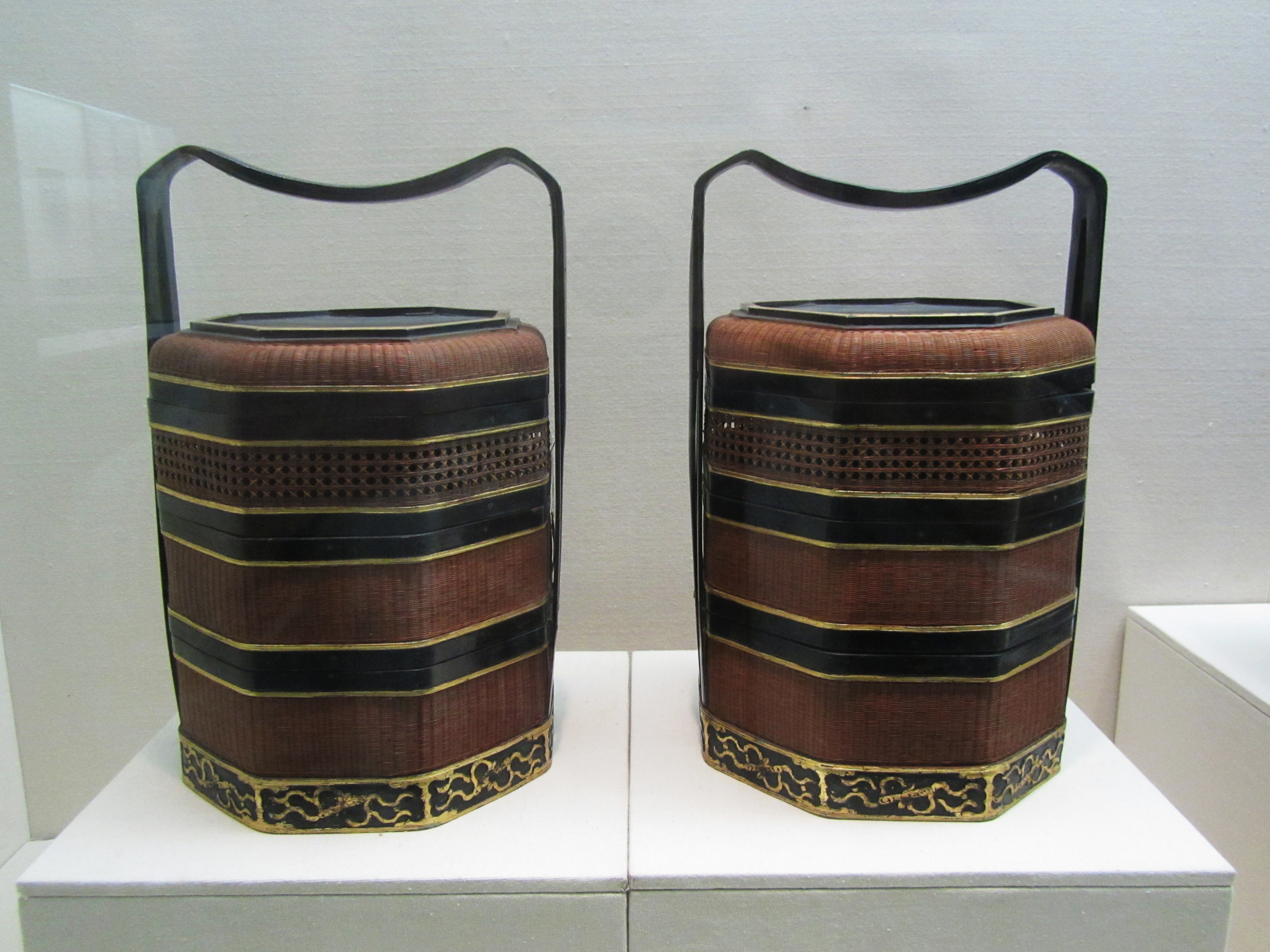
嵊州竹編绍兴八角三層春盛，1950年代，浙江省博物馆藏

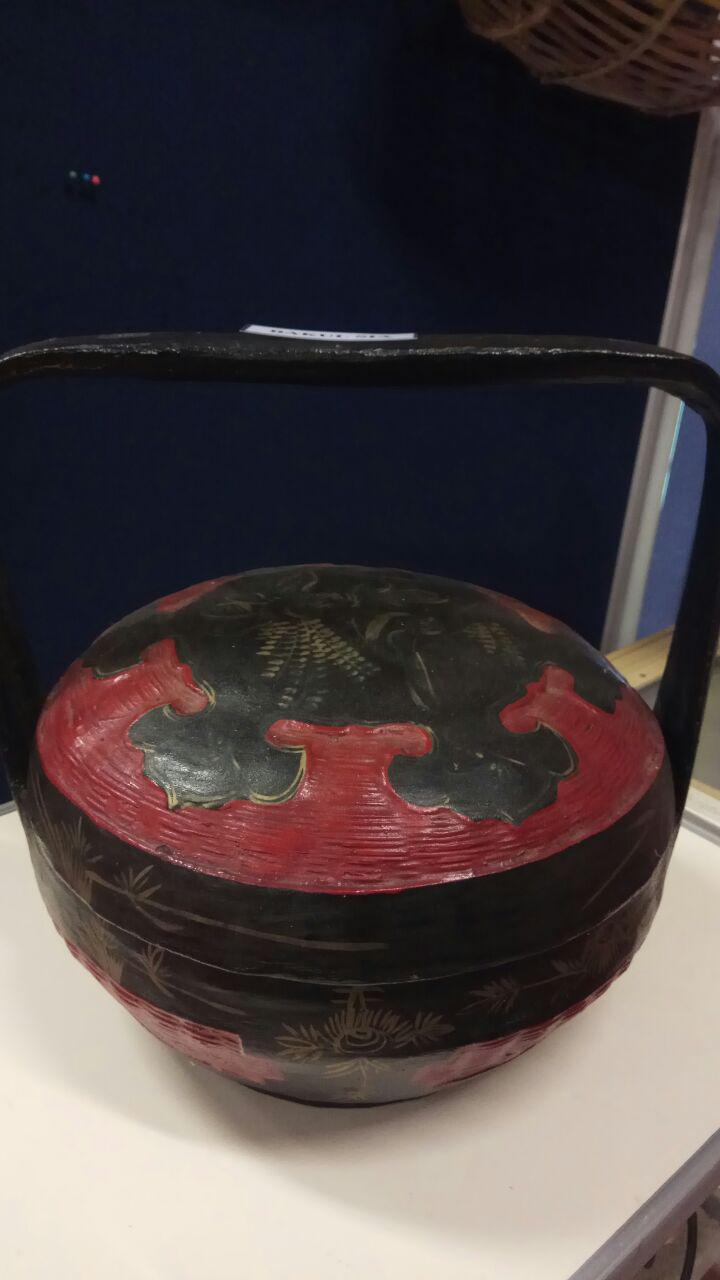
福建龍水村的漆籃，是春盛的一種

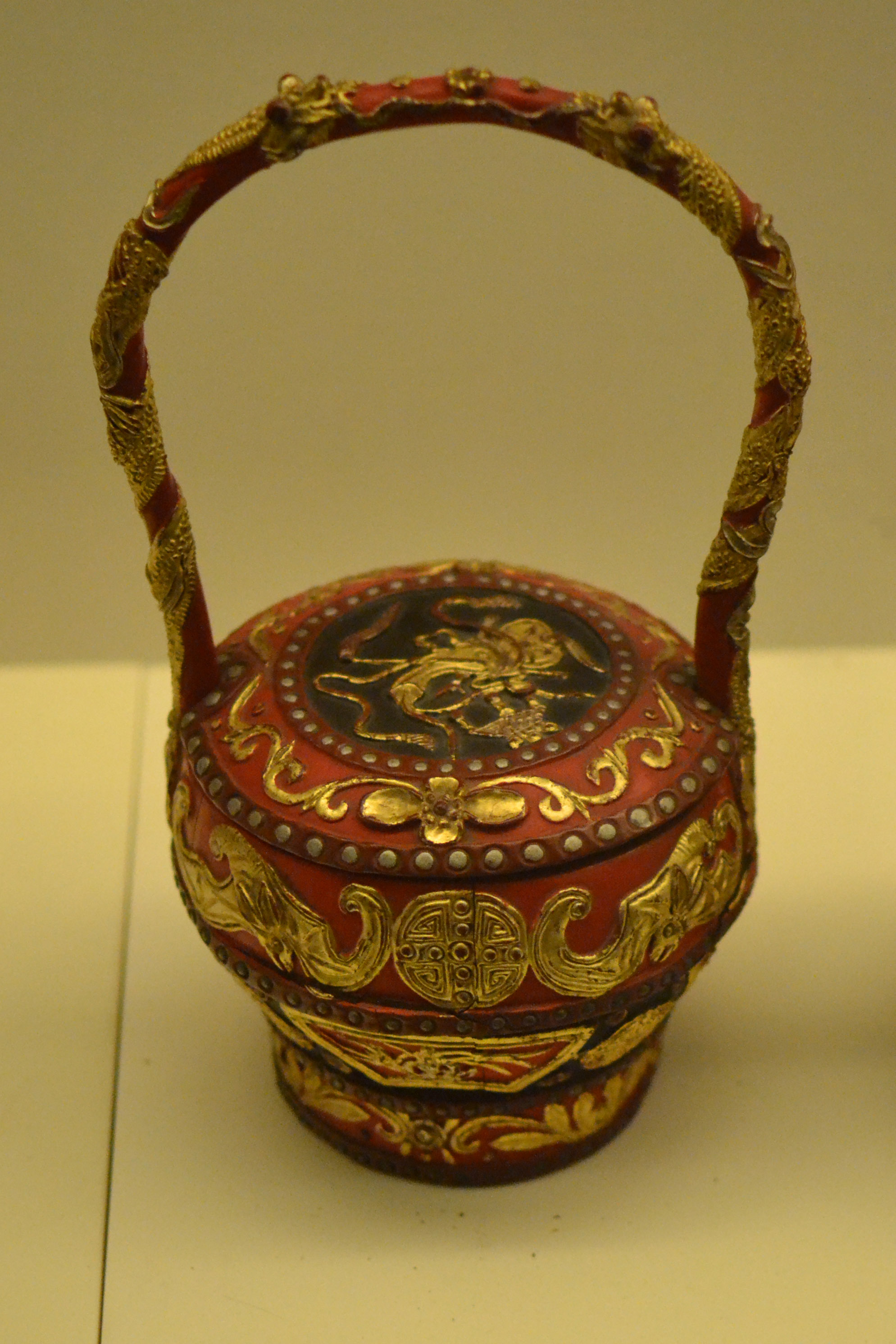
宁波博物馆藏清代泥金彩漆春盛

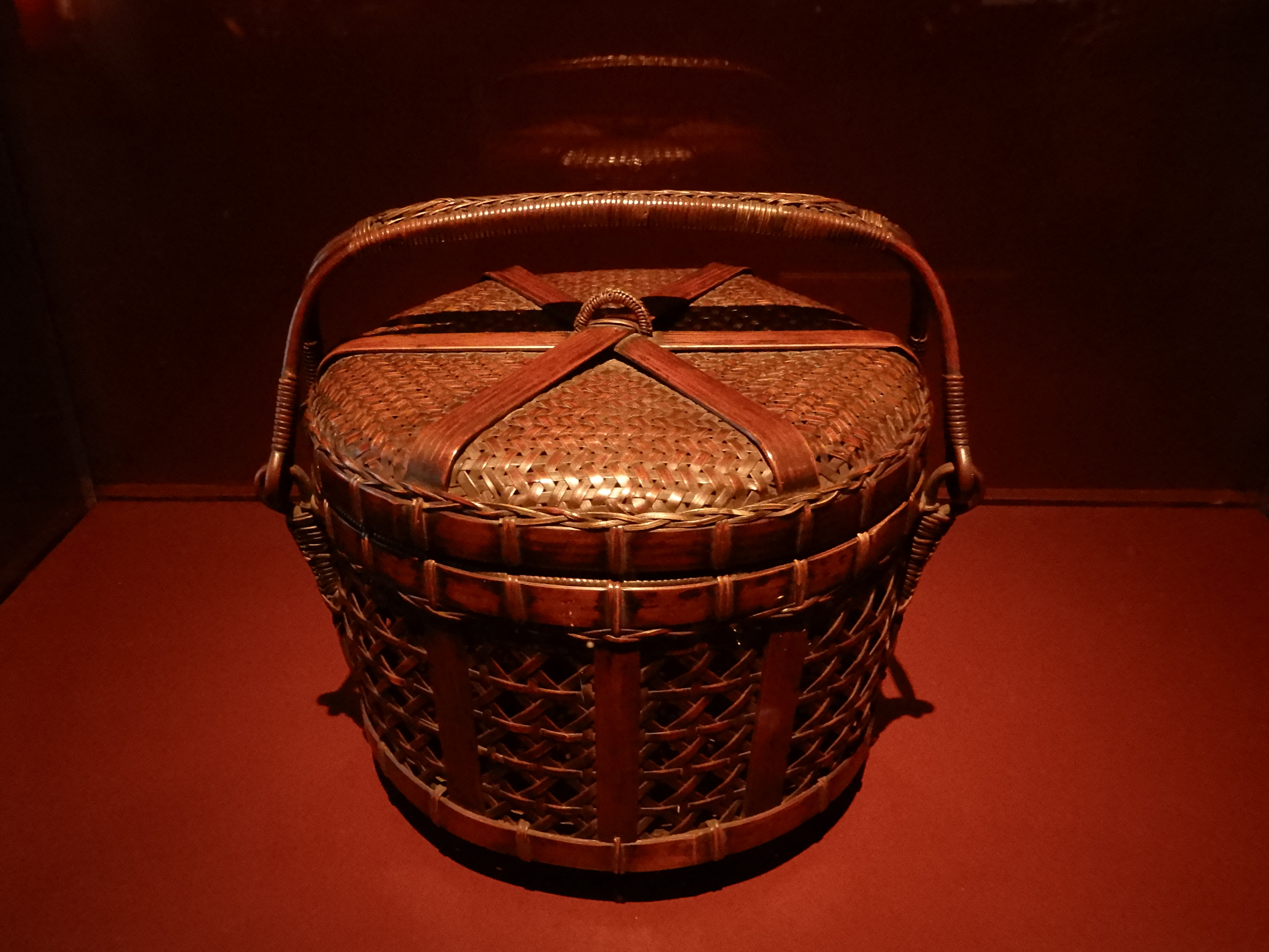
日本的春盛，常用作茶籠

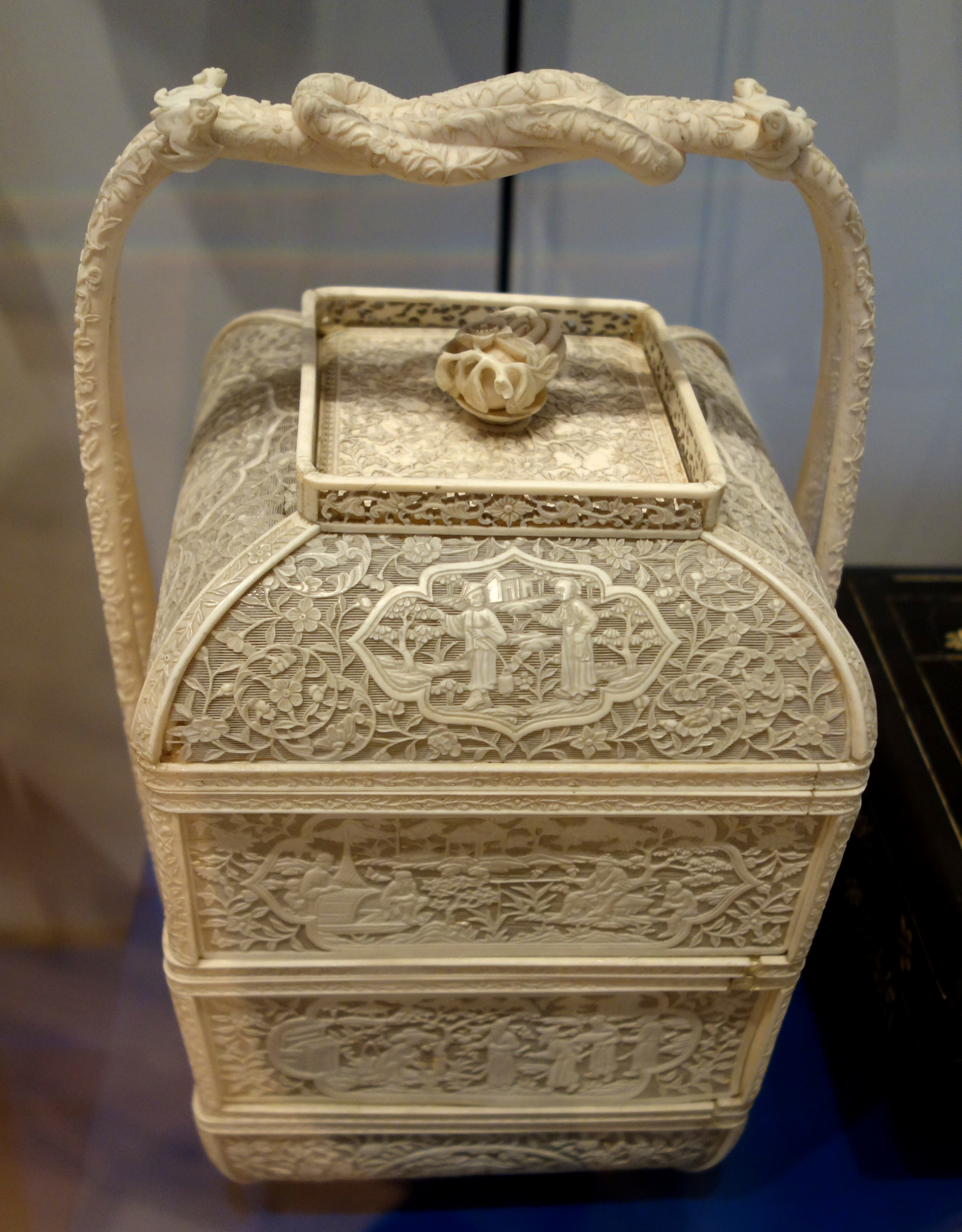
清代象牙雕花兩層春盛

春盛，又作春，另有'盛籃、禮籃、謝籃、籮䈪等名稱，是一種東亞傳統工藝品，即有提樑的有蓋盒子或籃子，多層的春盛即提樑撞盒，用作盛載食品、禮品攜帶出外，常於拜廟時盛載祭品以及節日時盛載禮品所用，也是納徵時盛載聘禮，也可作為茶水擔使用，較大型的亦可作杠箱用。由於經常成對以扁擔挑起，又稱擔春盛、春盛擔子。材質為竹編或木器、漆器，現代也有塑膠製作的仿漆器。
春盛有圓形、方形、六邊形、八邊形等樣式，有些春盛每層分成多格，同時也是攢盒。
編織春盛要先選竹，最好的竹是種植10年以上的綠竹，選竹節較長的，它質地柔軟，是編織的最佳原材料。
編織式春盛也被華人移民傳至東南亞，成為當地文化的一部份。

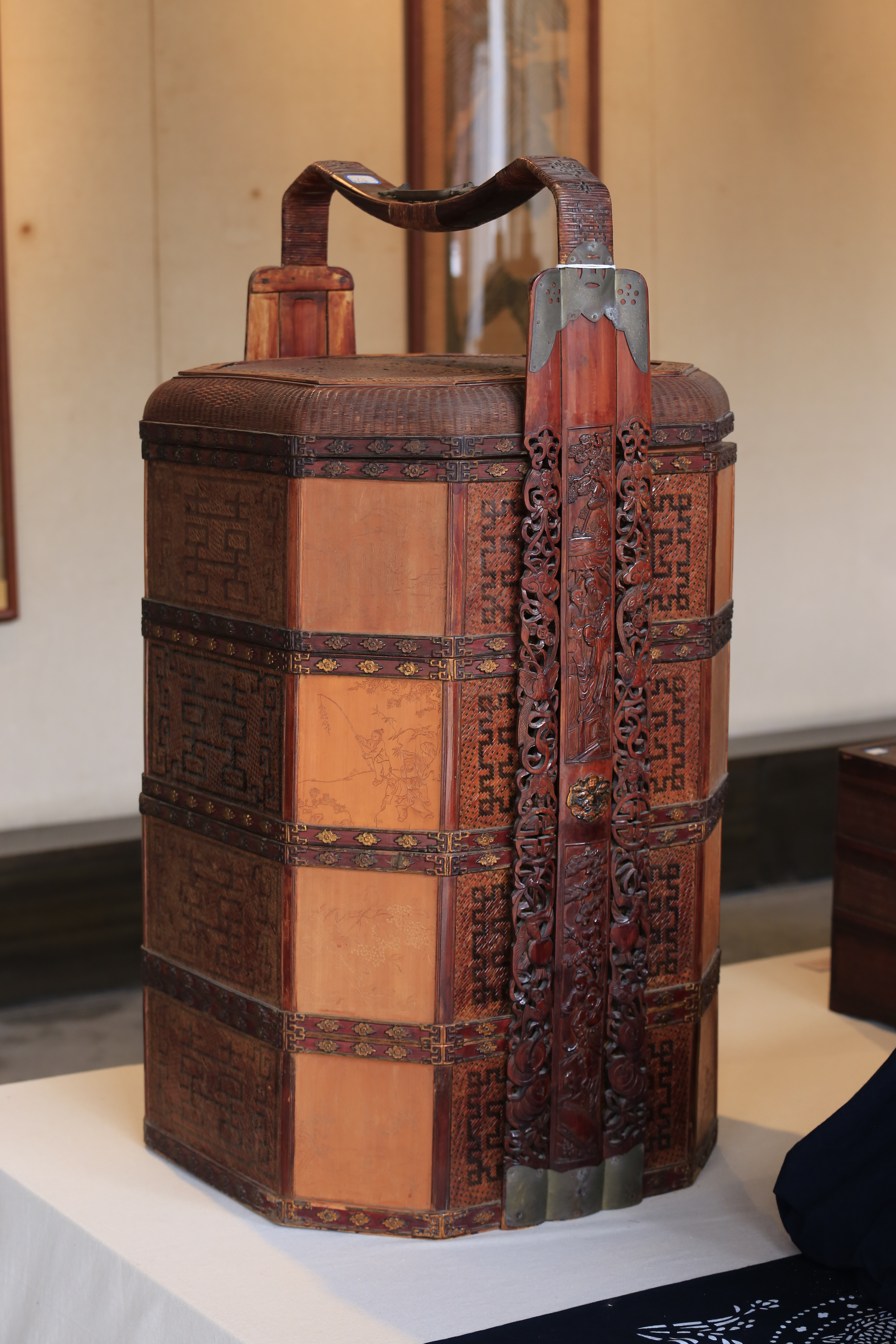
浦江竹編八角形四層春撞，浦江博物馆藏
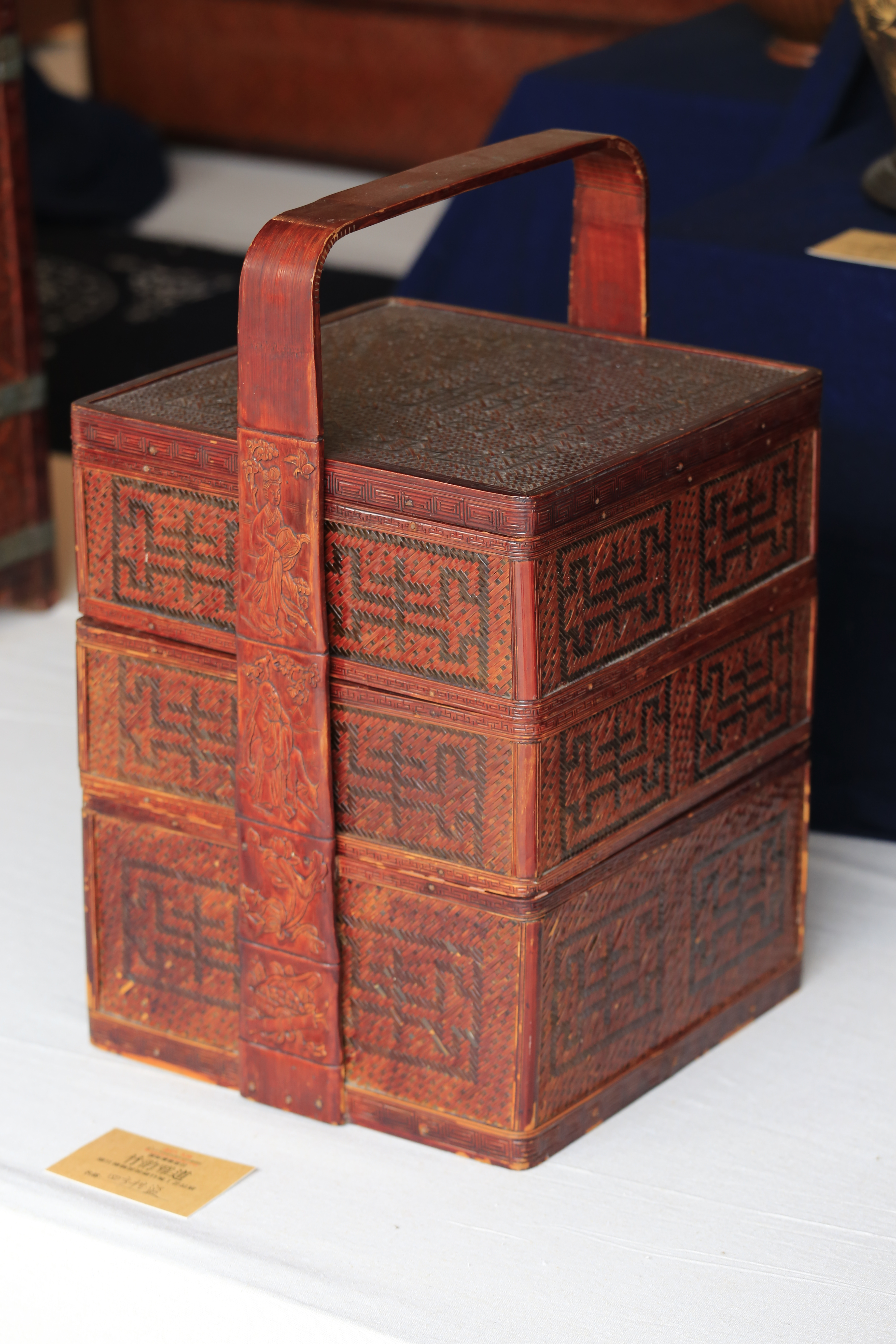
浦江竹編正方形三層春撞，浦江博物馆藏
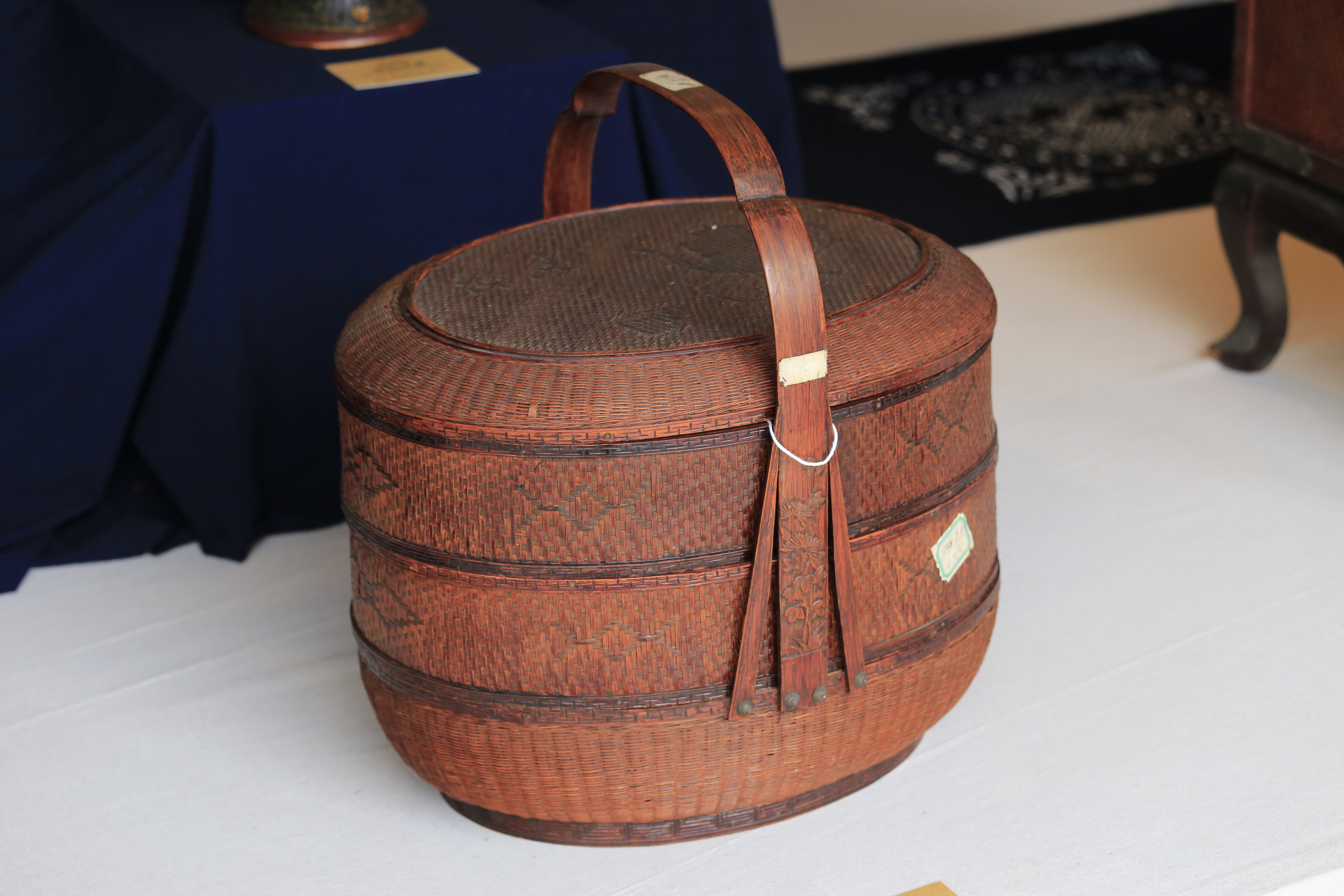
浦江竹編橢圓形三層春撞，浦江博物馆藏
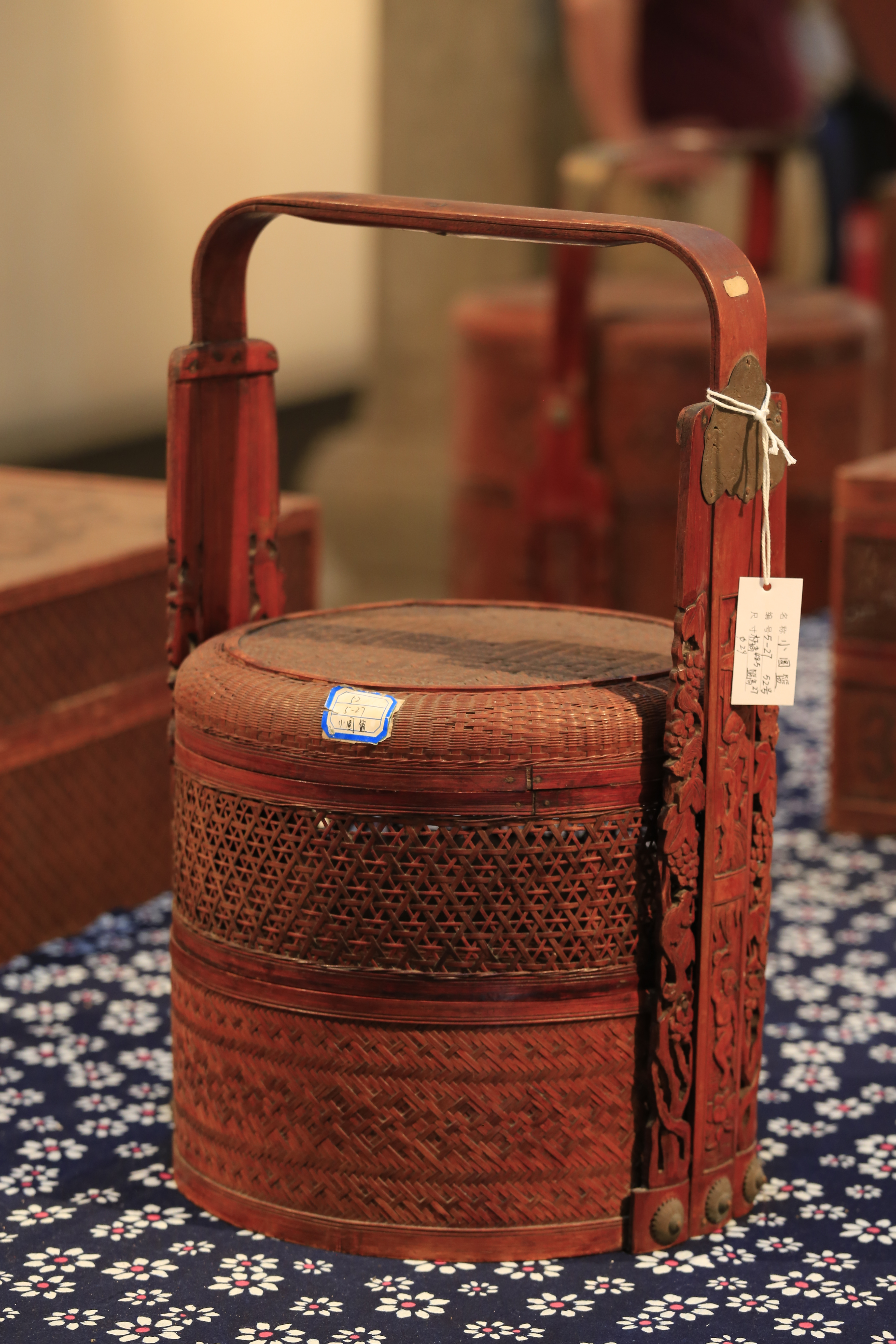
浦江竹編圓形兩層春撞，浦江博物馆藏
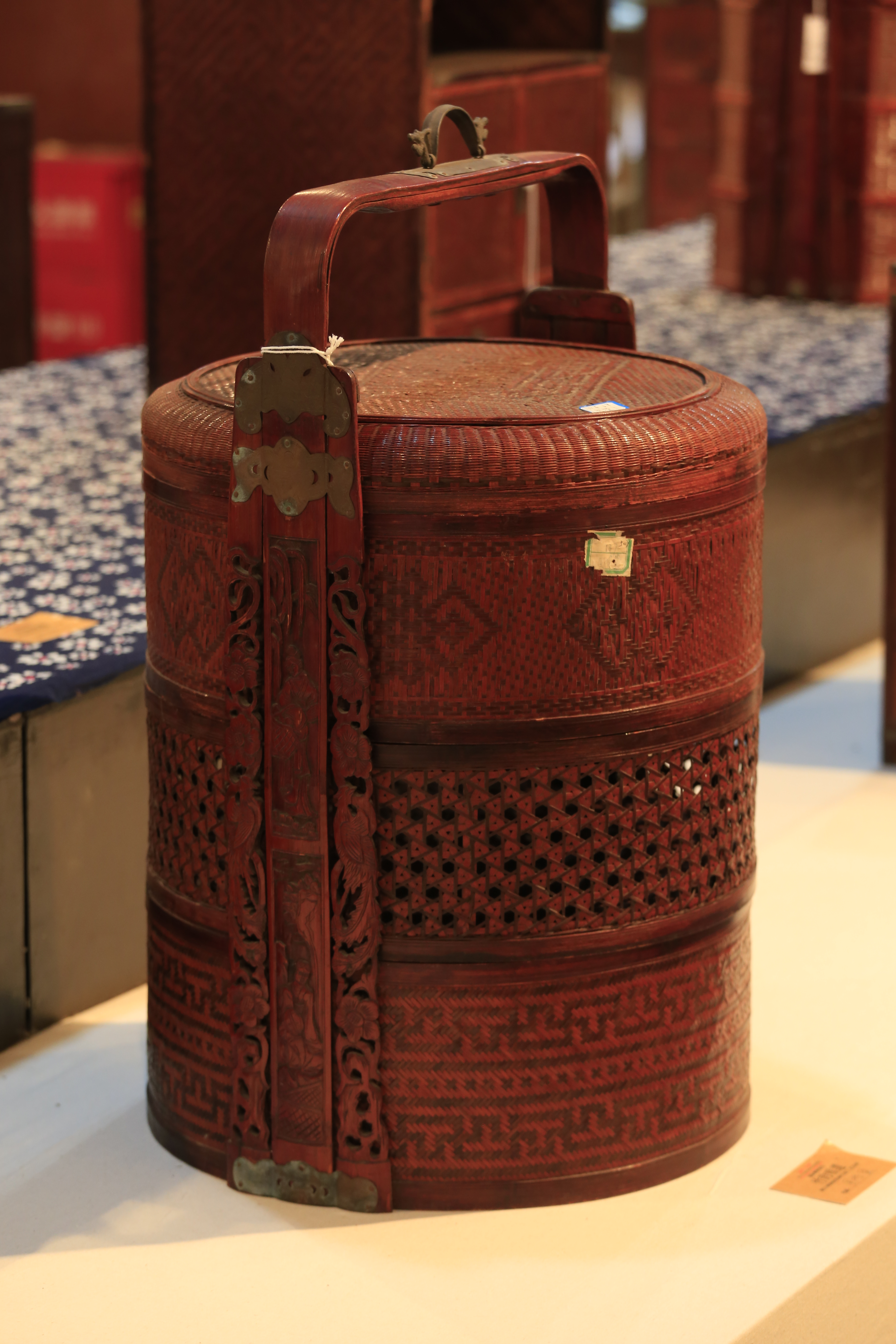
浦江竹編圓形三層春撞，浦江博物馆藏
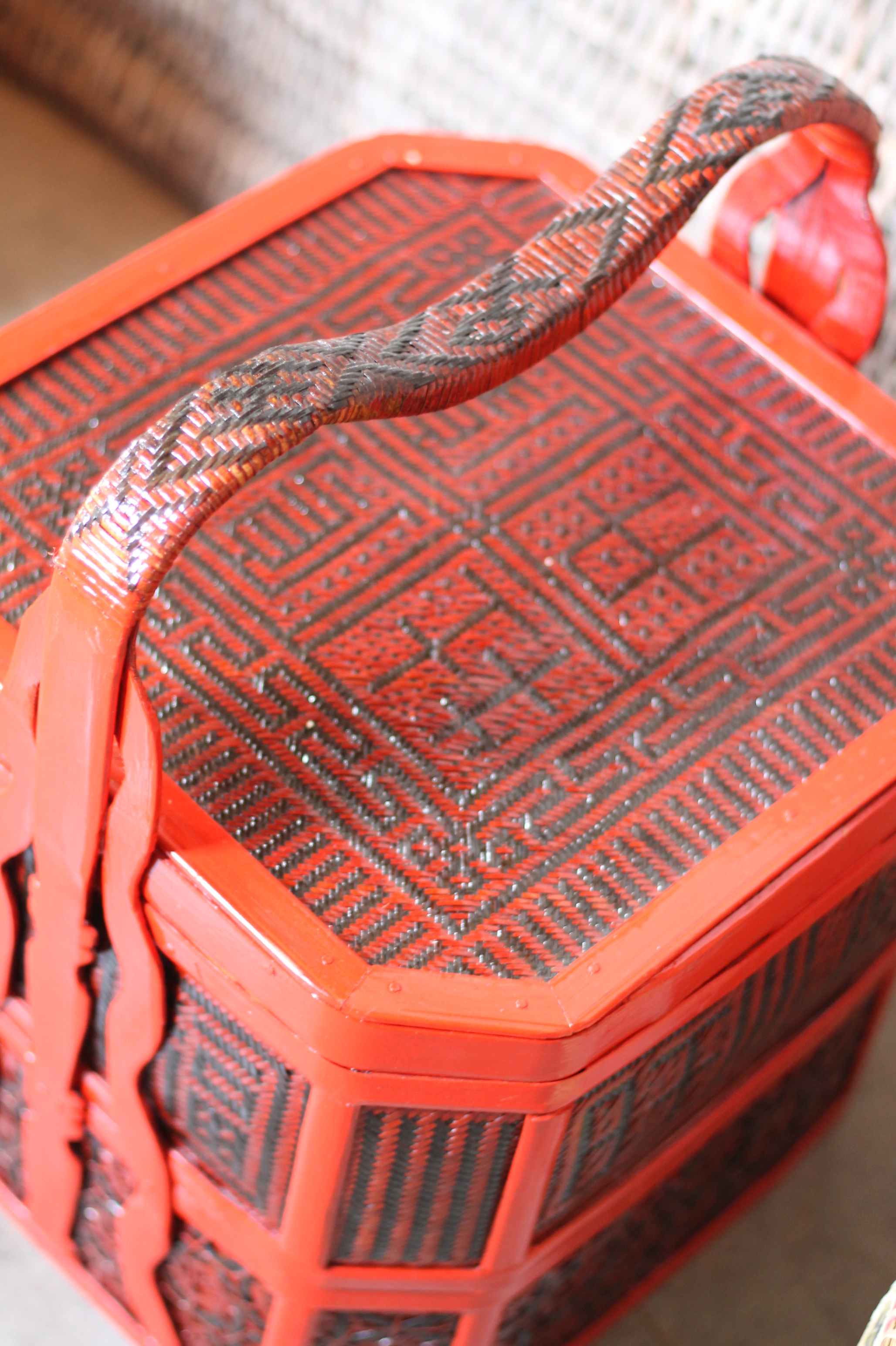
浙江省麗水市竹編兩層春撞
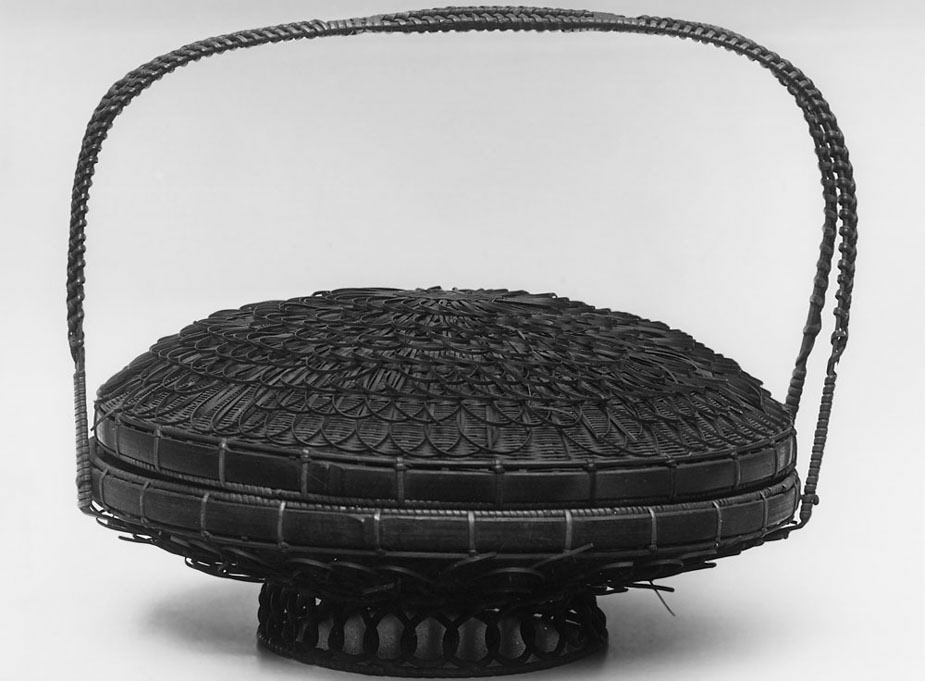
日本竹編春盛
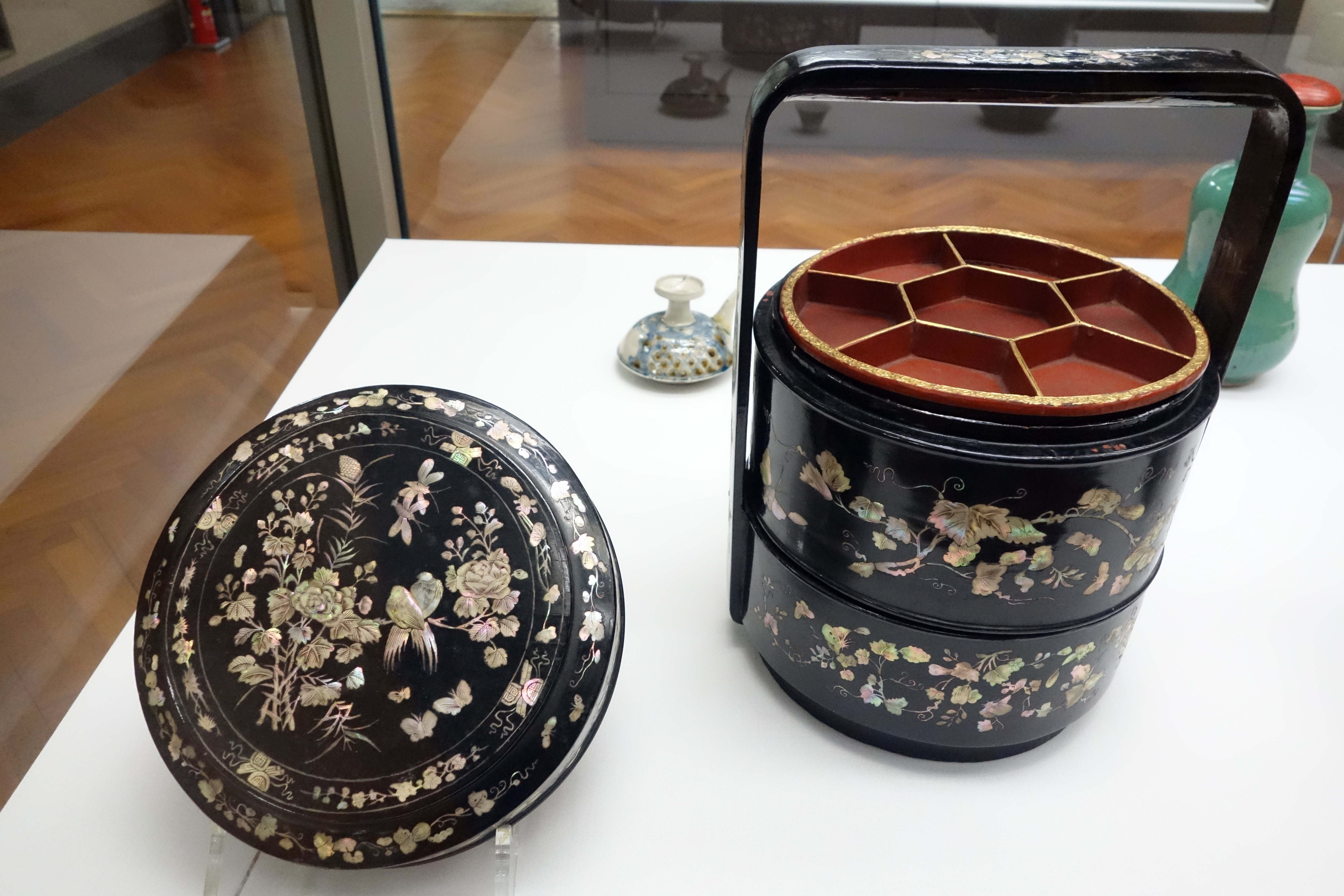
琉球國第二尚氏王朝時期的雙層螺鈿漆器春盛攢盒
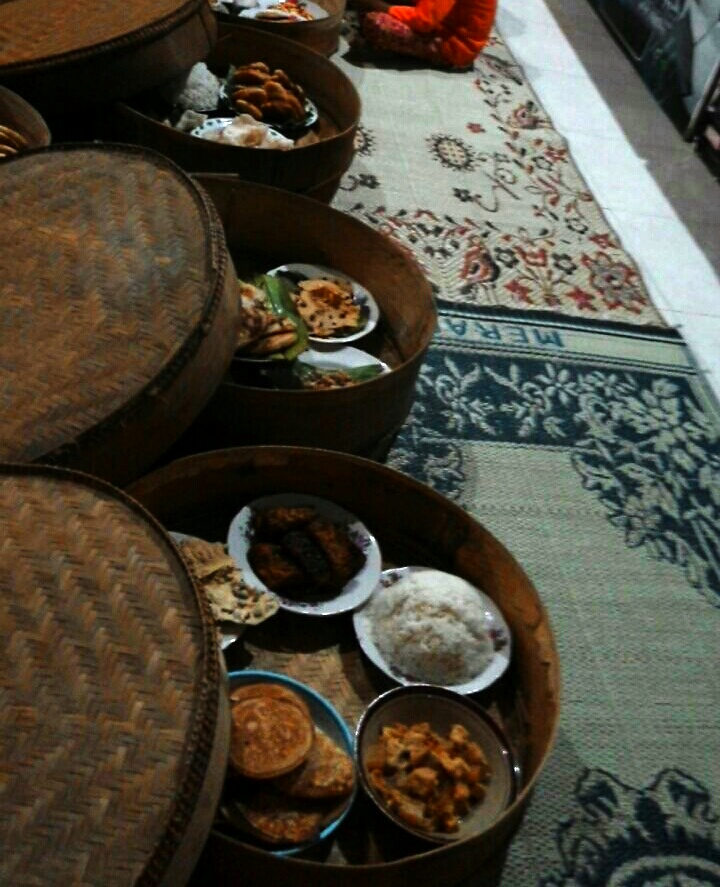
印尼的春撞
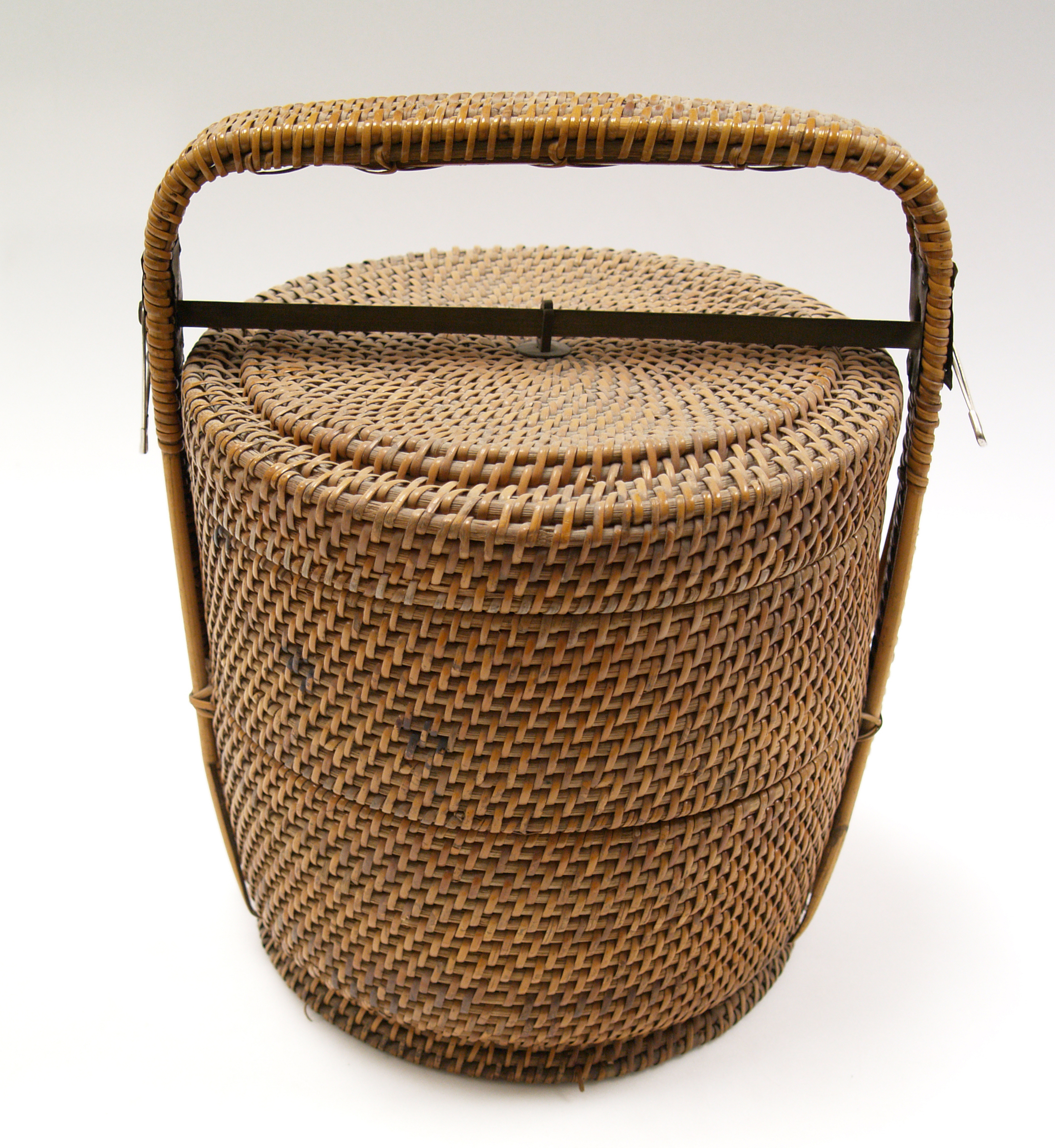
一個以金屬條固定蓋子的春撞
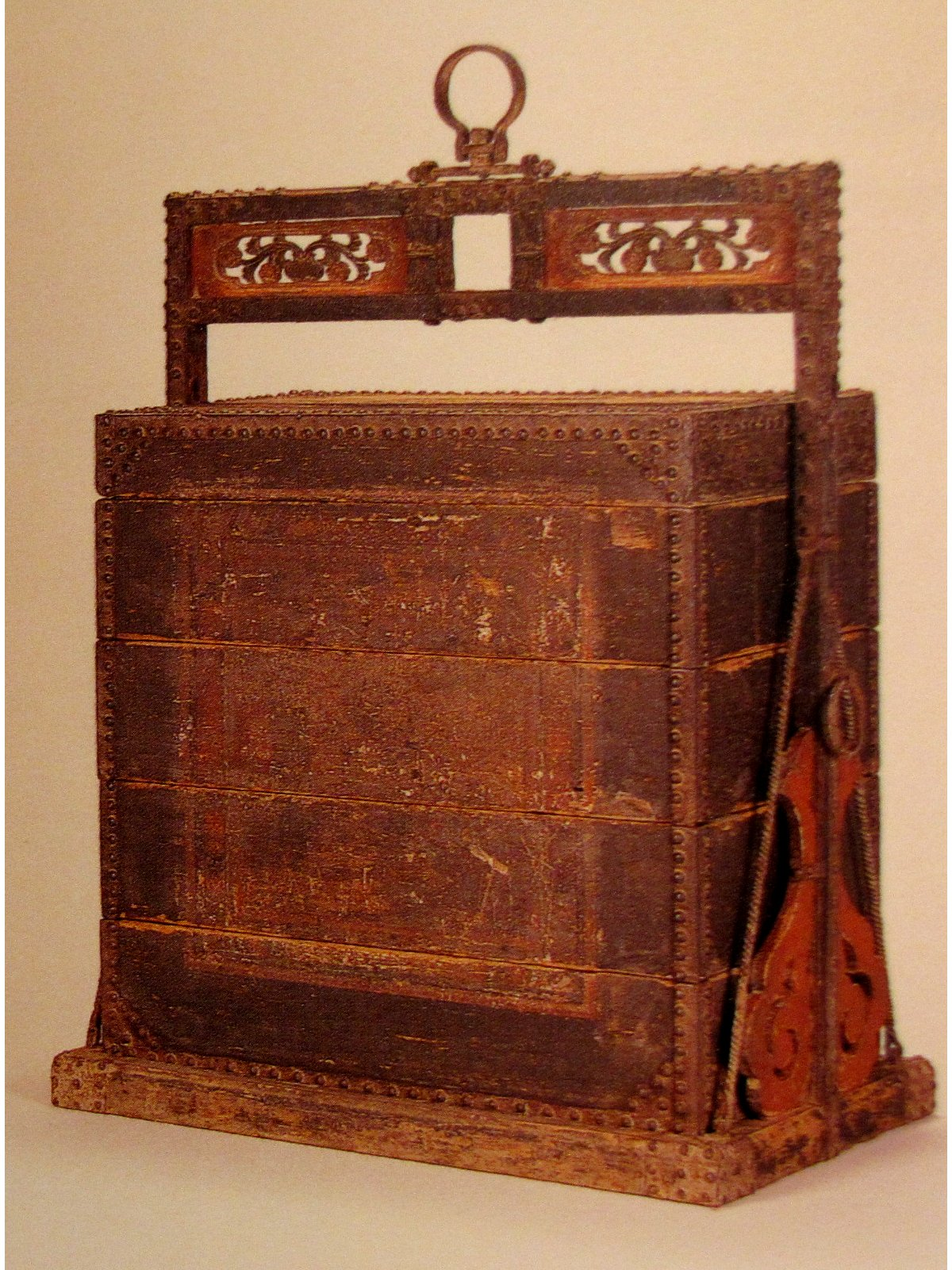
作杠箱用的大型春撞
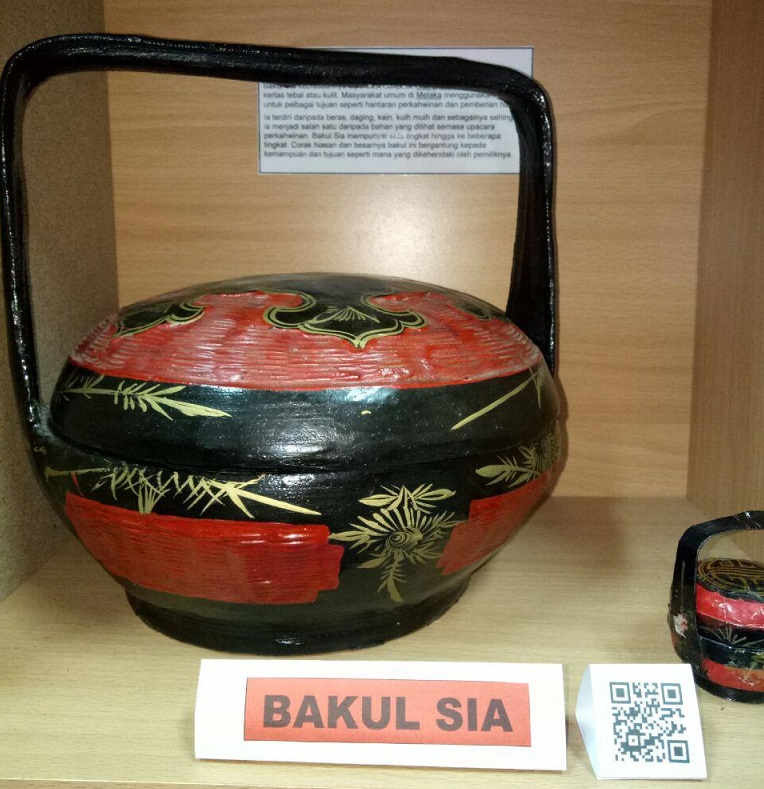
於馬來西亞的福建龍水漆籃